# Паркланд-Біч
Паркланд-Біч (англ. Parkland Beach) — літнє село в Канаді, у провінції Альберта, у складі муніципального району Понока.

## Населення
За даними перепису 2016 року, літнє село нараховувало 153 особи постійного населення, показавши зростання на 23,4%, порівняно з 2011-м роком. Середня густина населення становила 160,7 осіб/км².
З офіційних мов обидвома одночасно володіли 10 жителів, тільки англійською — 145. Усього 15 осіб вважали рідною мовою не одну з офіційних.
Працездатне населення становило 70 осіб (48,3% усього населення), рівень безробіття — 28,6%.

## Клімат
Середня річна температура становить 2,6°C, середня максимальна – 21°C, а середня мінімальна – -18,5°C. Середня річна кількість опадів – 500 мм.
| Клімат поселення                              | Клімат поселення | Клімат поселення | Клімат поселення | Клімат поселення | Клімат поселення | Клімат поселення | Клімат поселення | Клімат поселення | Клімат поселення | Клімат поселення | Клімат поселення | Клімат поселення | Клімат поселення |
| Показник                                      | Січ.             | Лют.             | Бер.             | Квіт.            | Трав.            | Черв.            | Лип.             | Серп.            | Вер.             | Жовт.            | Лист.            | Груд.            |                  |
| Середній максимум, °C                         | −6,38            | −3,29            | 1,68             | 9,28             | 15,27            | 19,29            | 20,98            | 20,58            | 15,58            | 10,42            | 1,45             | −4,21            |                  |
| Середня температура, °C                       | −12,49           | −9,38            | −4,39            | 3,19             | 9,19             | 13,20            | 15,49            | 15,09            | 10,07            | 4,91             | −4,04            | −9,72            |                  |
| Середній мінімум, °C                          | −18,54           | −15,46           | −10,48           | −2,9             | 3,10             | 7,12             | 9,97             | 9,58             | 4,57             | −0,6             | −9,57            | −15,22           |                  |
| Норма опадів, мм                              | 21               | 16               | 19               | 27               | 58               | 88               | 97               | 70               | 49               | 22               | 17               | 16               |                  |
| Середньомісячна швидкість вітру, м/с          | 3.20             | 3.30             | 3.42             | 3.70             | 3.70             | 3.40             | 3.00             | 2.90             | 3.11             | 3.40             | 3.31             | 3.30             |                  |
| Середньомісячна сонячна радіація, кДж/м²·день | 3700             | 7264             | 12301            | 17106            | 20544            | 22010            | 22484            | 18929            | 13032            | 7816             | 3970             | 2761             |                  |
| --------------------------------------------- | ---------------- | ---------------- | ---------------- | ---------------- | ---------------- | ---------------- | ---------------- | ---------------- | ---------------- | ---------------- | ---------------- | ---------------- | ---------------- |
| Джерело:                                      |                  |                  |                  |                  |                  |                  |                  |                  |                  |                  |                  |                  |                  |